# Paproccy herbu Jastrzębiec
Paproccy herbu Jastrzębiec – polski ród szlachecki wywodzący się z ziemi dobrzyńskiej.
Gniazdem rodzinnym była wieś Paprotki-Bryski w powiecie rypińskim. Jedna z gałęzi rodu przeniosła się do ziemi chełmińskiej, a następnie do województwa lubelskiego.
Znanym przedstawicielem rodu był urodzony w 1543 roku, podczaszy dobrzyński, dziedzic Paprockiej Woli, Bartosz Paprocki, heraldyk.